# Шоукросс, Уильям
Уи́льям Ха́ртли Хьюм Шо́укросс (англ. William Hartley Hume Shawcross; 28 мая 1946, Суссекс) — британский писатель и политолог, действующий председатель Благотворительной комиссии Англии и Уэльса. Автор ряда книг и статей по вопросам международной политики, геополитики и новейшей истории Юго-Восточной Азии. Командор (CVO) Королевского Викторианского ордена (2011).

## Карьера
Уильям Шоукросс родился 28 мая 1946 года в Сассексе (Англия). Окончил Итонский колледж и Университетский колледж при Оксфорде. Посещал художественную школу Святого Мартина, где изучал скульптуру после ухода из Оксфорда.
Работал редактором в еженедельнике Санди таймс. Написал множество статей по вопросам международной политики, геополитики, а также ситуации в Юго-Восточной Азии. Особое внимание уделял проблеме беженцев. Сотрудничал с такими изданиями как: Тайм,  Ньюсуик, Интернэшнл геральд трибюн, The Spectator, Вашингтон пост и Роллин стоун. Является автором ряда книг, в том числе биографий австралийского бизнесмена Руперта Мёрдока и шаха Ирана — Мохаммеда Резы Пехлеви. Наиболее известная его работа — официальная биография королевы-матери Великобритании — Елизаветы Боуз-Лайон, — была издана 17 сентября 2009 года.
Неформальный член консультативной группы при УВКБ ООН (1995—2000), член консультативного совета Всемирной службы Би-би-си (1997—2003). В 2008 году стал покровителем Библиотеки по изучению Холокоста и геноцида имени Винера, в 2011 году вошел в руководящий состав Англо-израильской ассоциации, в том же году стал членом Общества Генри Джексона. 1 октября 2012 года вступил Шоукросс стал председателем Благотворительной комиссии Англии и Уэльса. Повторно назначен на эту должность в 2015 году.

## Личная жизнь и награды
Отец Уильяма — Хартли Шоукросс, — был юристом, выступал в качестве обвинителя от Великобритании на Нюрнбергском процессе. Мать — Joan Winifred Mather, — погибла в автокатастрофе близ Саут-Даунс в 1974 году. В 1970 году Уильям Шоукросс женился на писательнице Марине Уорнер. У четы родился сын Конрад, впоследствии ставший художником. Брак оказался неудачным и закончился разводом в 1980 году.
В 1981 году Шоукросс женился на Михал Левин. Их дочь — Элеонора, — в 2008 году стала членом экономического совета Джорджа Осборна. Ранее участвовала в предвыборной кампании мэра Лондона Бориса Джонсона. Муж Элеоноры — барон Саймон Вольфсон, — сын барона Дэвида Вольфсона, оба являются пожизненными пэрами от Консервативной партии, а также руководителями компании «Next PLC».
Шоукросс и его третья жена — Ольга Полицци, — поженились в 1993 году. Его падчерица является владелицей отеля «Алекс Полицци».
В 2011 году был удостоен звания Командора Королевского Викторианского ордена.

## Книги
- Dubcek: Dubcek and Czechoslovakia 1918–1968 (1970)
- Crime and Compromise: Janos Kadar and the politics of Hungary since Revolution (1974)
- Sideshow: Kissinger, Nixon and the Destruction of Cambodia (1979)
- The Quality of Mercy: Cambodia, Holocaust and Modern Conscience (1984)
- The Shah's Last Ride: The fate of an ally (1988)
- Kowtow!: A Plea on Behalf of Hong Kong (1989)
- Murdoch: The making of a media empire (1992)
- Deliver us from Evil: Warlords, Peacekeepers and a World of Endless Conflict (2000)
- Queen and Country (2002)
- Allies (2004)
- Queen Elizabeth The Queen Mother: The Official Biography (2009)
- Justice and the Enemy: Nuremberg, 9/11, and the Trial of Khalid Sheikh Mohammed (2011)
- Counting One's Blessings: The Selected Letters of Queen Elizabeth the Queen Mother (2012)